# Naraikadua charmichaelae
Naraikadua charmichaelae är en insektsart som beskrevs av Henry, G.M. 1940. Naraikadua charmichaelae ingår i släktet Naraikadua och familjen gräshoppor. Inga underarter finns listade i Catalogue of Life.